# 유이가 사토루
유이가 사토루(일본어: 結賀 さとる, 11월 8일 ~ ) 은 일본의 만화가이자 삽화가이다. 가나가와현 출신.

## 생애
아키타 쇼텐 잡지에서 10 페이지 단편을 그리면서 만화가로 데뷔한다. 그 후 타사에서 삽화나 단편 컷을 그리는 작업을 하면서 에닛스 사 (현재 스퀘어 에닉스)의 잡지 《월간 G 판타지》에서 신인상을 수상받는다.
하코다 마키의 어시스턴트를 맡아 1993년, 잡지 〈학원 미스터리〉에서 〈계란 시리즈〉이란 호러 단편 단기 연재, 1994년 게임 《엘나드》의 만화화 작품 《세븐즈 사커》로 처음으로 본격 연재를 한 후 《천공인전 배틀 보이저》(원작 : 후미무라 쇼)를 연재.
1997년에 《E'S》연재를 시작한다. 이 작품은 후에 애니메이션화 등 미디어 믹스도 이뤄져 이 작가의 대표작이 된다. 그 중, 소설화 작품은 작가가 직접 집필해 소설가로도 데뷔하게 된다.
2005년, 첫 소녀 작품 《라즈 메리디안》(아키타 쇼텐) 연재 시작, 2007년에는 《골덴 코리들》(아키타 쇼텐) 연재 시작. 그 외 2~3편 단편 작품을 집필, 삽화가로서도 장기간 활동하고 있다.
2009년 《E'S》《라즈 메리디안》《골덴 코리들》연재 종료.

## 인용
1. ↑   〈미스터리 보니터〉(아키타 서점) 2006년 8월 호 수록 〈hotch potch〉